# Camilo Alonso Vega
Camilo Alonso Vega (Ferrol, 29 de mayo de 1889-Madrid, 1 de julio de 1971) fue un militar español, conocido por su papel durante la dictadura de Francisco Franco y la represión durante la posguerra.
Veterano de las guerras de Marruecos, participó en el golpe de Estado y la guerra que siguió al mismo. Durante la guerra civil destacó al mando de la 4.ª División de Navarra, con la que participó en algunas de las batallas más importantes de la contienda. Tras la instauración de la dictadura franquista fue designado para el ejercicio de importantes puestos, llegando a ser subsecretario del Ministerio del Ejército, director general de la Guardia Civil o ministro de la Gobernación. También desempeñó otros cargos, como procurador en las Cortes franquistas o miembro del Consejo Nacional de FET y de las JONS. Al final de su carrera llegó a alcanzar el rango de capitán general. Alonso Vega tuvo un destacado papel en la represión franquista, llegando a ser conocido popularmente como «Don Camulo» por su obstinación.

## Biografía

### Carrera militar
Nació en la localidad coruñesa de Ferrol el 29 de mayo de 1889. Ingresaría en Academia de Infantería de Toledo en 1907, a la edad de dieciocho años, donde cursó estudios militares. Fue amigo íntimo de Francisco Franco, compañero de promoción en la Academia de Toledo —que a la sazón mandaba el coronel José Villalba Riquelme—. Poco después de licenciarse se trasladó al norte de África, donde participaría en la distintas campañas africanas —donde volvió a coincidir con Franco—. En 1920, contando con el rango de capitán, ingresó en la recién creada Legión. Por sus acciones militares, en 1921 fue condecorado con la Medalla Militar y llegó a ser propuesto para la concesión de la Laureada de San Fernando.
Tras la proclamación de la Segunda República continuó en el ejército. Estuvo implicado en algunas conspiraciones contra la República. Alonso Vega tuvo una destacada participación en la defensa de Oviedo durante la revolución de Asturias, en 1934. Fue quien dio la orden de quemar con gasolina el teatro Campoamor para evitar que los revolucionarios atacaran desde dicho enclave el cuartel de Santa Clara.

### Guerra civil española
En julio de 1936 ostentaba el rango de teniente coronel y era jefe del Batallón de montaña «Flandes» n.º 5, con sede en Vitoria. Alonso Vega, que estaba en contacto con el general Emilio Mola, compartía el liderazgo de la conspiración militar antirrepublicana en la guarnición de Vitoria con su superior en el mando, el coronel del Regimiento de Artillería de Montaña N.º 2 Vicente Abreu Madariaga. El 19 de julio de 1936, junto al general Ángel García Benítez, dirigió la sublevación militar en Álava y la subsiguiente represión organizada contra los leales a la República. Con posterioridad, al frente de la columna que llevaba su nombre, se distinguió en la batalla de Villarreal —donde fue herido por primera vez—. Tiempo después pasó a mandar la IV Brigada de Navarra, unidad con la que se distinguió en la campaña del Norte y en la batalla de Brunete.
En noviembre de 1937 fue nombrado coronel comandante de la recién creada 4.ª División de Navarra. Al frente de esta unidad participaría activamente en algunas de las grandes batallas de la contienda: Teruel, Aragón, Levante, el Ebro o Cataluña. El 15 de abril de 1938 las vanguardias de la 4.ª División de Navarra al mando de Alonso Vega llegaron al Mediterráneo en las aguas de Vinaroz, cumpliendo el objetivo de cortar la España republicana en dos.
Durante el transcurso de la contienda Alonso Vega ascendió al rango de general de brigada.

### Dictadura franquista
Tras el final de la guerra civil, en septiembre de 1939 fue nombrado director general de Enseñanza militar del Ejército de Tierra. Un año después sería nombrado subsecretario del Ministerio del Ejército, a las órdenes del general José Enrique Varela. Desde este cargo se convirtió en un estrecho colaborador del general Varela, a la vez que también lo vigiló de cerca. La supervisión de los campos de concentración franquistas también quedó bajo jurisdicción de Alonso Vega.
Considerado una persona de la confianza de Franco, en julio de 1943 fue nombrado director general de la Guardia Civil. Considerado por Stanley G. Payne como un «exitoso reorganizador» de la Guardia Civil, durante su periodo como director general la Benemérita emprendió una dura campaña de represión contra el maquis y la oposición antifranquista. Franco habría dejado en sus manos las cuestiones relacionadas con el Orden público, incluso por encima del entonces ministro de la gobernación Blas Pérez González. Alonso Vega empezó ser conocido por la dureza de su gestión, llegando a ser conocido popularmente como «Don Camulo» por su obstinación.
En 1957 fue nombrado ministro de la Gobernación, cargo en el que se mantuvo hasta 1969. Su designación se produjo en el contexto inmediato a los disturbios universitarias de febrero de 1956. Durante el ejercicio de su cargo, si bien careció de la inteligencia y destreza de su antecesor —Pérez González—, Alonso Vega sería un estrecho colaborador de Franco en el seno del gobierno. En 1959 pasó a la situación de reserva en el Ejército de tierra, si bien siguió manteniendo su cargo ministerial. Sería cesado como ministro en 1969 tras haber alcanzado la edad de 80 años, siendo sustituido por el jurídico militar Tomás Garicano Goñi.
En 1969 fue «exaltado» a la categoría de «Capitán General del Ejército», grado militar que únicamente alcanzaron en vida el propio general Franco y Agustín Muñoz Grandes.
Falleció en Madrid, el 1 de  julio de 1971.

## Vida privada
En 1924 contrajo matrimonio con Ramona Rodríguez Bustelo (1895-1983), hija de uno de los pioneros de la industria cárnica, Justo Rodríguez Fernández, fundador de la Fábrica «La Luz». Camilo fue nombrado hijo adoptivo de Noreña en el año 1939, y posteriormente recibió la Medalla de Oro del Ayuntamiento (1955). Hasta la entrada en vigor de la Ley de Memoria Histórica había una calle en Noreña con su nombre, que ahora ha pasado a denominarse Calle de la Libertad.
En su época se le consideró miembro del Opus Dei.

## Reconocimientos
- Medalla Militar (1921)[9]
- Gran Cruz de la Real y Militar Orden de San Hermenegildo (1942)[38]
- Gran Cruz de la Orden del Mérito Militar (1943)[39]
- Gran Cruz de la Orden de Alfonso X el Sabio (1955)[40]
- Gran Cruz de la Real y Muy Distinguida de la Orden de Carlos III (1969).[41]
- Coronel honorario de la Guardia Civil.
- Instituto Nacional de enseñanza superior General Alonso de El Aaiún (Sahara español).